# Apparitions de Notre-Dame de Grâces
Les apparitions de Notre-Dame de Grâces de Cotignac ou de Notre-Dame des Grâces, désignent les deux apparitions mariales survenues dans le village de Cotignac (Var), les  10 et 11 août 1519 (voir Jean de La Baume (Cotignac). À la suite de cet événement, une grande procession est réalisée un mois plus tard, et le 14 septembre, la construction d'une église est débutée.
Ce petit sanctuaire local obtient très vite une réputation régionale et même nationale avec la vision du frère Fiacre et son pèlerinage sur le lieu des apparitions « en vue de demander la naissance d'un héritier pour la couronne ». Ce sera la naissance du futur Louis XIV neuf mois plus tard, et la décision de son père, le roi Louis XIII de consacrer le royaume de France à la Vierge, qui vont amener une notoriété nationale à cette modeste localité. La visite personnelle du roi Louis XIV en 1660, accompagné de sa mère, et les marques de reconnaissances du roi au sanctuaire ancreront un lien fort entre la monarchie et le sanctuaire de Notre-Dame de Grâces.

## Historique

### Le Contexte
Ces apparitions surviennent plusieurs décennies avant la fin du concile de Trente (terminé en 1563) qui va fixer les conditions de reconnaissance des apparitions mariales,, et plus de deux siècles avant que Benoît XIV ne fixe de manière rigoureuse les conditions de reconnaissance des apparitions. Les premières apparitions mariales reconnues par l’Église, après enquête canonique, sont les apparitions mariales de Notre-Dame de Guadalupe de 1531, reconnues en 1754, puis (pour la France) l'apparition mariale de La Salette en 1846, reconnue en 1851. Ce qui explique que les autorités religieuses de l'époque n'aient pas cherché à faire une enquête sur « l'authenticité de l'apparition », mais à y installer un culte organisé et structuré par l'Église catholique, comme c'était l'habitude à l'époque, et jusqu'au XIXe siècle, où l’Église (à travers l'évêque du lieu) commença à enquêter en vue d'attester de l'authenticité de l'apparition, et du témoignage du voyant.
Autre point de bascule important et contemporain de l'apparition : la réforme protestante, qui par son rejet de l'intercession mariale et du culte des saints, entraîne une rupture religieuse avec cette tradition chrétienne. Yves Chiron désigne sous le terme « d'apparitions mariales de reconquête », une liste d'apparitions mariales survenues après que les régions aient partiellement ou totalement basculé dans le protestantisme (comme pour Notre-Dame de Šiluva ou Notre-Dame de l'Osier), et qui, après les apparitions, sont revenues au catholicisme. Dans le même ordre d'idées, l'auteur évoque l'idée « d'apparitions mariales préventives », survenues au tout début de la Réforme, dans des régions qui, « fort de leur attachement à la Vierge ne basculeront pas dans le protestantisme ». Pour Yves Chiron, l'apparition de Cotignac pourrait être placée dans cette catégorie, car d'après lui, « la Provence fut épargnée par le protestantisme ».

### Sources écrites
Les sources écrites du récit des apparitions sont tardives. La plus ancienne date de 1630 (un siècle après les faits), par le jésuite François Poiré, qui dans son ouvrage La Triple Couronne de la bien-heureuse Vierge Mère de Dieu, relate cet événement. Tous ces récits proviennent du voyant et de ses contemporains, qui visiblement les ont transmis oralement, jusqu'à leur mise par écrit ultérieure.
Un autre récit sommaire a été réalisé par Melchior Pasteur, né à Cotignac en 1598, et qui a écrit au milieu du XVIIe siècle un Traité des bénéfices et des censures ecclésiastiques, dans lequel il évoque rapidement cet événement, indiquant qu'il en tient le récit de ses parents, qui eux-mêmes le tenait d'habitants contemporains des événements.
Le dernier récit le plus complet est rédigé par l'historien Pierre-Joseph de Haitze (1656-1737), dans son Dictionnaire chorographique,.

### Les deux apparitions
Le 10 août 1519, un pauvre et vieux paysan nommé Jean de la Baume voit apparaître la Vierge Marie sur une petite colline à « une lieue » au sud du village de Cotignac (appelée localement « le mont Verdaille »). La Vierge lui demande de rapporter au clergé et aux habitants de Cotignac « qu'ils viennent ici en procession et d'y construire une chapelle » sous le nom de Notre-Dame de Grâces,. Le lendemain, sur ce même lieu, le voyant dit voir à nouveau la Vierge Marie, accompagnée de l'Enfant-Jésus, qu'elle porte dans ses bras. Lors de cette seconde apparition, la Vierge est entourée de plusieurs saints qui selon les traditions sont identifiés comme saint Michel archange, saint Bernard, sainte Marguerite). La Vierge aurait également promis d'accorder beaucoup de grâces à tous ceux qui viendraient ici en pèlerinage, et qui l'invoqueraient sous le nom de « Notre-Dame de Grâces »,.
Les chroniqueurs rapportent que la procession fut faite le mois suivant, à l'occasion de la fête de l'exaltation de la Sainte-Croix, et l'église rapidement bâtie sur les lieux, les travaux débutant le 14 septembre, financés par madame Catherine de Grasse, fille de Pierre de Grasse (seigneur de Bormes), et épouse de Durand de Pontevès. Les chroniqueurs rapportent que « très vite des ex-votos fleurissent sur les parois de l'église », et que le pape Léon X accorde différentes indulgences à ce sanctuaire le 27 mars 1521,.

## Notoriété

### Église Notre-Dame-de-Grâces de Cotignac

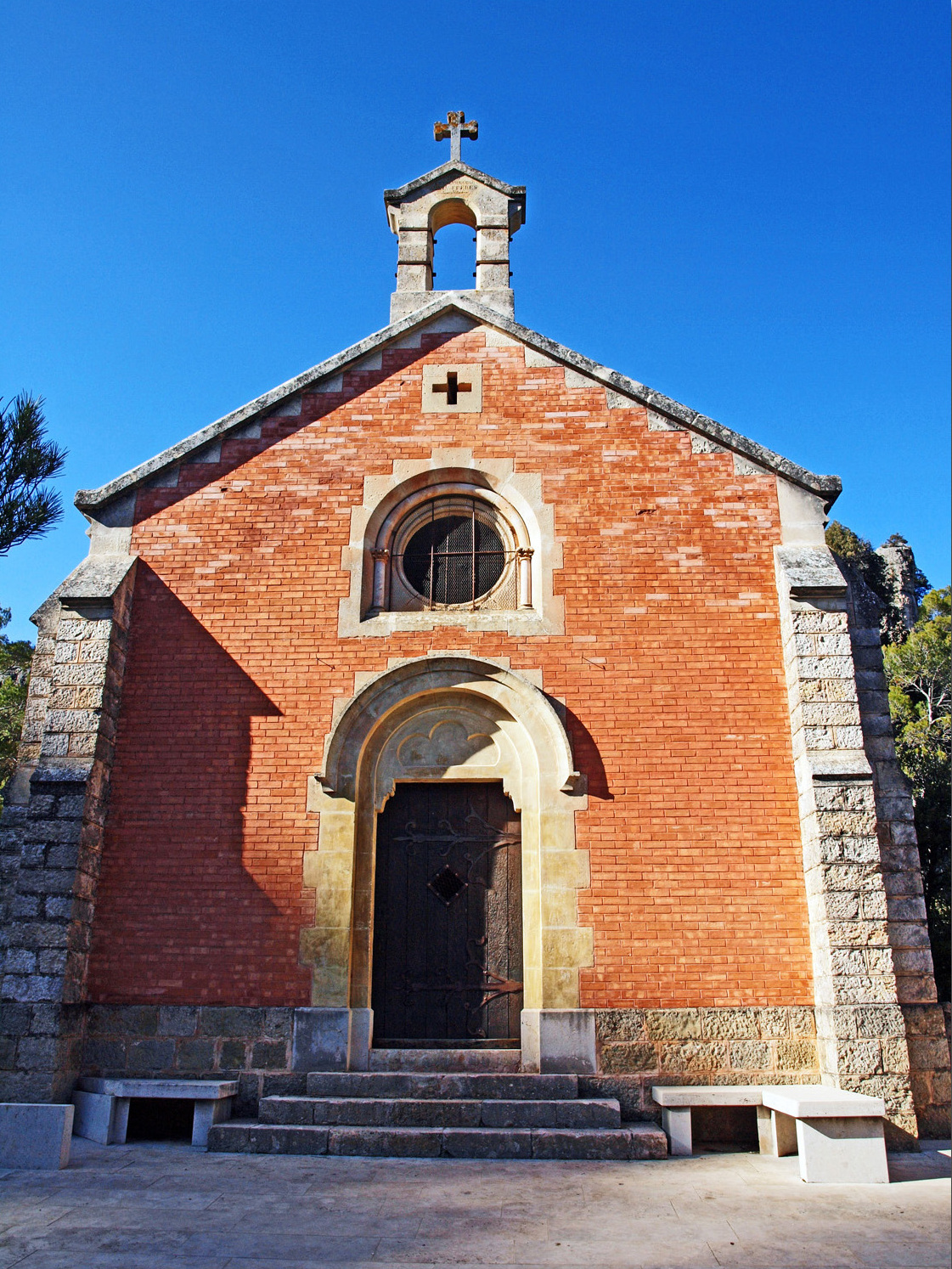
L'église Notre-Dame-de-Grâces.

L'église Notre-Dame-de-Grâces de Cotignac, dans le Var est construite en 1519. Des religieux sont affectés au sanctuaire et très rapidement rattachés à la congrégation de l'Oratoire.
À la Révolution, les révolutionnaires viennent, pillent et rasent totalement le sanctuaire,. En 1810, l'église est reconstruite par les habitants du lieu qui est pris en charge par la congrégation des Oblats de Marie-Immaculée. Ceux-ci font réaliser des travaux d'aménagement dans le sanctuaire. En 1981, les Oblats transmettent la gestion du sanctuaire aux frères de la Communauté Saint-Jean.
Aujourd'hui, ce sanctuaire accueille 140 000 pèlerins par an, ce qui en fait le premier site visité dans le département du Var,.

### Pèlerinages locaux
En 1522, alors que la peste ravage la Provence, la ville d'Aix-en-Provence envoie « une députation à Cotignac », pour y prier Notre-Dame de Grâces d'éloigner le fléau de la ville.
Parmi les nombreux pèlerinages individuels, il y a celui des femmes enceintes (ou réalisé à leur intention) au XVIIe siècle, il est dit à cette époque que « plusieurs femmes enceintes ont reçu de grandes assistances pour conserver leur fruit (leur bébé) » après avoir prié Notre-Dame de Grâces. C'est pour ce motif que le frère Fiacre viendra de Paris en 1638 prier pour que la reine de France, Anne d'Autriche, conserve son bébé (le futur Louis XIV) et accouche sereinement.

### Lien avec la monarchie française

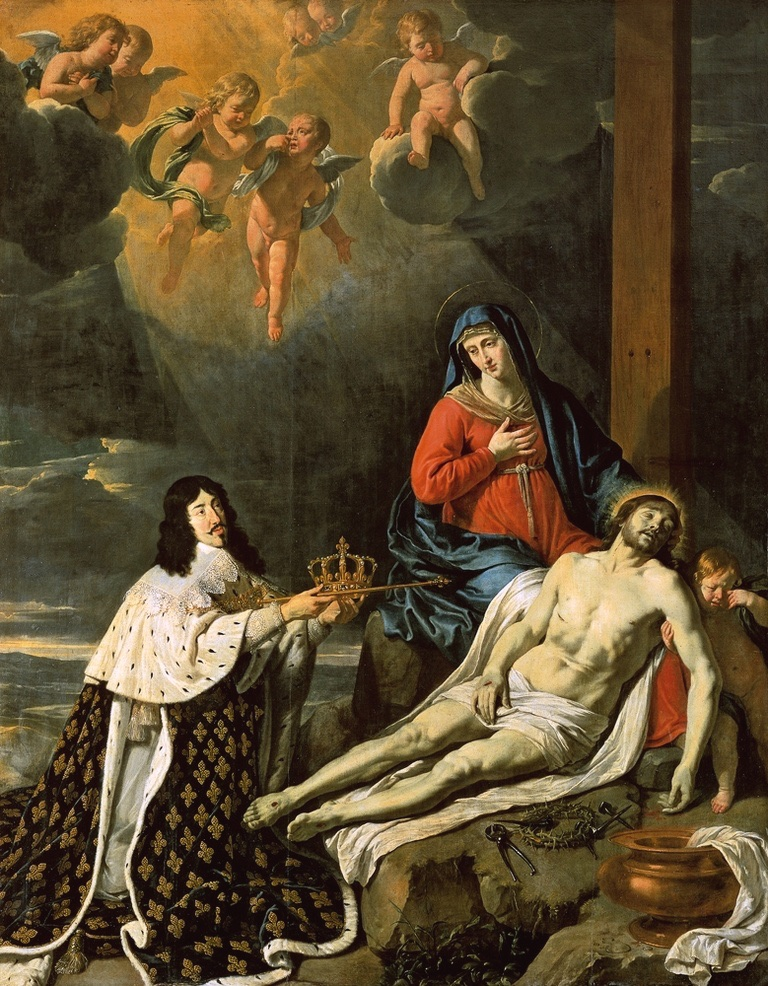
Le Vœu de Louis XIII, par Philippe de Champaigne (1638).

La notoriété des apparitions, et du sanctuaire de Cotignac, est liée à la naissance jugée « miraculeuse », du fils de Louis XIII, le futur Louis XIV, obtenu après un pèlerinage du frère Fiacre, augustin déchaussé, venu spécialement de Paris, au nom de la reine mère, pour y prier et réaliser une neuvaine en vue de demander à Notre-Dame de Grâces la naissance d'un héritier pour le royaume. Cette neuvaine fut terminée le 5 décembre 1637, qui sera également le jour où le futur dauphin fut conçu par ses parents,. Dès le mois de février 1638, la reine, certaine d'être enceinte, envoie le frère Fiacre à Cotignac pour y prier et obtenir que l'enfant naisse sans problème, et le roi de France, signe le 10 février 1638 le « vœu qui consacre le royaume de France à la Vierge ». À sa naissance, le jeune Louis reçoit comme nom (en plus de son prénom Louis) « Dieudonné », ce qui signifie « donné par Dieu ».
Quelques années plus tard, le roi Louis XIV âgé de 22 ans et accompagné de sa mère, se rendront en personnes au modeste sanctuaire, pour remercier la Vierge de l'heureux événement. Cette visite royale augmentera le prestige de l'église de Cotignac, et de la représentation de la Vierge qui y est vénérée. Le roi Louis XIV accordera plusieurs signes de marque au sanctuaire, qui restera, jusqu'à la Révolution, très étroitement associé à la monarchie,.

### Position de l'Église
Officiellement, l'Église catholique ne s'est jamais prononcée sur la reconnaissance ou non des apparitions. Le culte donné à « Notre-Dame de Grâces » a été très vite organisé et a reçu une approbation officielle de Rome (de façon implicite), via les indulgences accordées par le pape Léon X en 1521, soit moins de 2 ans après l'apparition et la construction du sanctuaire. L'installation de religieux dans le sanctuaire pour accueillir les pèlerins et dévots, puis le rattachement de ses religieux à l'Oratoire de Paris en 1615, avec approbation du pape Urbain VIII, montre une reconnaissance du culte et du lieu, sans qu'il n'y ait eu de recherche pour « authentifier les faits ».